# Jelena Tsyplakova
Jelena Tsyplakova (russisk: Елена Октябревна Цыплакова) (født 13. november 1958 i Sankt Petersborg i Sovjetunionen) er en russisk filminstruktør og skuespillerinde.

## Filmografi i udvalg
Som instruktør
- Na tebja upovaju (На тебя уповаю, 1992)[1][2]

Som skuespiller
- Ne bolit golova u djatla (da.: Spætter har ikke hovedpine, 1974)
- Nenavist (da.: Had, 1977)
- Sjkolnyj vals (da.: Skolevals, 1978)
- My iz dzjaza (da.: Vi fra jazzen, også Jazzman, 1983